# Positiva Records
La Positiva Records è un'etichetta discografica di EDM britannica di proprietà della EMI Music.

## Storia
La Positiva Records venne aperta a Londra nel 1993 da Nick Halkes, ricordato per essere stato uno dei fondatori della XL Recordings. Nel 2012 la Positiva Records venne acquisita dalla Universal Music Group. Fra gli artisti che hanno fatto parte del roster della Positiva vi sono Reel 2 Real, DJ Quicksilver, BBE, Spiller, Paul van Dyk, Axwell, David Guetta, Deadmau5, Swedish House Mafia, Armin van Buuren, Avicii e Oliver Heldens.